# Ultimate Santana
Ultimate Santana é uma coletânea lançada em 16 de outubro de 2007 pela banda americana Santana. Combina hits dos álbuns recentes da banda (Supernatural, Shaman e All That I Am) com hits do início da carreira. O álbum também traz três faixas inéditas: "Into the Night", com Chad Kroeger do Nickelback, que já havia trabalhado com Santana no sucesso "Why Don't You & I"; "This Boy's Fire", com Jennifer Lopez e Baby Bash; e "Interplanetary Party".
O álbum estreou na The Billboard 200 na 8ª colocação.

## Faixas
| #  | Título                                | Artista convidado             | Lançada no álbum             | Duração |
| -- | ------------------------------------- | ----------------------------- | ---------------------------- | ------- |
| 1  | "Into the Night"                      | Chad Kroeger do Nickelback    | Inédita                      | 3:42    |
| 2  | "This Boy's Fire"                     | Jennifer Lopez e Baby Bash    | Inédita                      | 3:30    |
| 3  | "Smooth"                              | Rob Thomas do Matchbox Twenty | Supernatural                 | 4:55    |
| 4  | "Maria Maria"                         | The Product G&B               | Supernatural                 | 4:22    |
| 5  | "Oye Como Va"                         | Tito Puente                   | Abraxas                      | 4:18    |
| 6  | "Black Magic Woman"                   |                               | Abraxas                      | 3:15    |
| 7  | "Evil Ways"                           |                               | Santana                      | 3:55    |
| 8  | "Corazón Espinado"                    | Maná                          | Supernatural                 | 4:35    |
| 9  | "Europa (Earth's Cry Heaven's Smile)" |                               | Amigos                       | 5:05    |
| 10 | "The Game of Love" (Nova versão)      | Tina Turner                   | Shaman                       | 4:22    |
| 11 | "Put Your Lights On"                  | Everlast                      | Supernatural                 | 4:45    |
| 12 | "Why Don't You & I"                   | Chad Kroeger do Nickelback    | Ceremony: Remixes & Rarities | 3:51    |
| 13 | "Everybody's Everything"              |                               | Santana III                  | 3:32    |
| 14 | "Just Feel Better"                    | Steven Tyler do Aerosmith     | All That I Am                | 4:12    |
| 15 | "Samba Pa Ti"                         |                               | Abraxas                      | 4:45    |
| 16 | "No One to Depend On"                 |                               | Santana III                  | 5:33    |
| 17 | "The Game of Love" (Original Mix)     | Michelle Branch               | Shaman                       | 4:14    |
| 18 | "Interplanetary Party"                |                               | Inédita                      | 4:06    |

## Paradas
| Parada (2007)                  | Máxima colocação atingida |
| ------------------------------ | ------------------------- |
| Australian Albums Chart        | 6                         |
| Italian Albums Chart           | 10                        |
| New Zealand Albums Chart       | 3                         |
| UK Albums Chart                | 16                        |
| U.S. Billboard 200             | 8                         |
| U.S. Billboard Top Rock Albums | 4                         |
| Canadian Albums Chart          | 23                        |